# Paradise Valley (Nevada)
Paradise Valley – jednostka osadnicza w Stanach Zjednoczonych, w stanie Nevada, w hrabstwie Humboldt.